# Metropolia Gorycji
Metropolia Gorycji – metropolia Kościoła rzymskokatolickiego w północno-wschodnich Włoszech, blisko granicy ze Słowenią, w świeckim regionie Friuli-Wenecja Julijska. Metropolia powstała w 1830 roku i obecnie w jej skład wchodzą dwie administratury kościelne: metropolitalna archidiecezja Gorycji oraz diecezja Triestu. Od 2012 godność metropolity sprawuje abp Carlo Maria Redaelli. 